# Römischer Gutshof von Homberg
Der Römische Gutshof von Homberg ist eine ehemalige Villa rustica, ein römischer Gutshof aus dem 1. Jahrhundert, der mindestens bis in das 3. Jahrhundert existierte.

## Lage

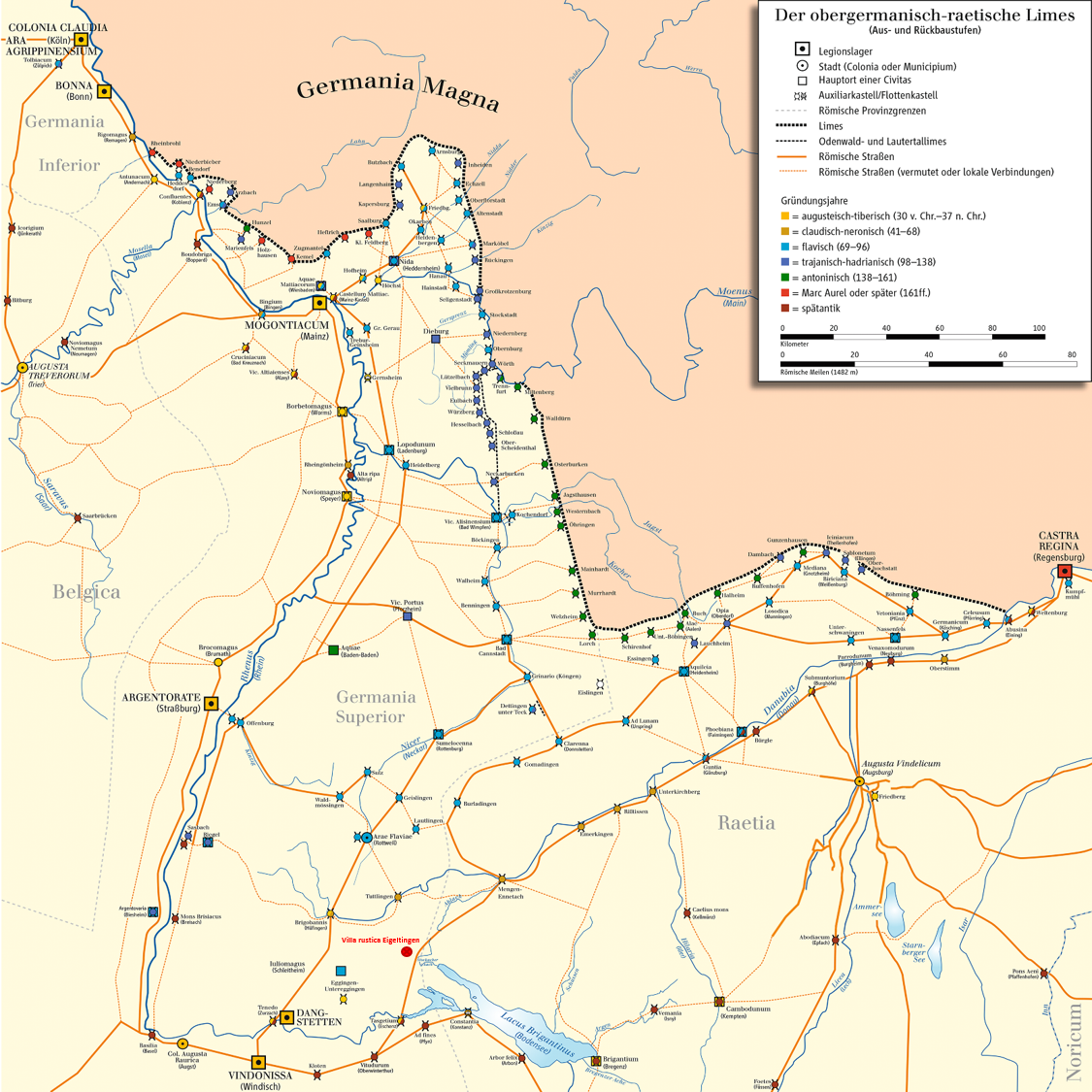
Lage des Gutshofs in der Provinz Germania Superior (rote Kennzeichnung)

Die Anlage im östlichen Teil des Hegaus umfasste auf einer Fläche von 5,4 Hektar (200 × 270 m) wohl fünf Gebäude. Sie befinden sich auf einer Höhe von etwa 560 m ü. NHN im Gewann „Dammbühl“, rund 2,7 Kilometer nordöstlich der Gemeinde Eigeltingen und 400 Meter südwestlich des Ortsteils Homberg im baden-württembergischen Landkreis Konstanz in Deutschland.

## Ausgrabungen
Erste Hinweisen auf eine Villa rustica stammen von dem in Mahlspüren tätigen Hauptlehrer Nikodemus Gertis im Jahr 1901, er erwähnte Mauerreste, Keramik- und Ziegelbruchstücke. Auf weitere, von Ende der 1920er Jahre stammende Hinweise folgten 1935 bis 1937 die ersten Ausgrabungen. Dabei wurde eine Länge der den Gutshof umfassenden Mauer von rund 940 Meter (200 × 270 m) festgestellt.
Durch Luftbildaufnahmen des Landesdenkmalamts Baden-Württemberg konnten 1989 weitere Details genau lokalisiert werden.

## Die Anlage
Mit einer Fläche von 5,4 Hektar gehört das Anwesen zu den größten Gutshöfen in Baden-Württemberg. Es dürfte neben der Besitzerfamilie auch von Gesinde und Handwerkern bewohnt gewesen sein und die erwirtschafteten Überschüsse zur Versorgung der Bevölkerung der Vici, vor allem des naheliegenden Vicus Orsingen, und des Militärs weiterverkauft haben.

### Haupthaus
Das nach Südosten ausgerichtete, repräsentative und fast 4200 Quadratmeter (mind. 70 × 60 m) große Haupthaus stand auf der höchsten Stelle des „Dammbühls“. Es besaß turmartige Vorsprünge an den Ecken der vermutlich von Säulen getragenen Eingangshalle (porticus) und einen offenen Innenhof, der von Seitenflügeln eingegrenzt wurde, die mehrere Räume erkennen lassen.

### Nebengebäude
Östlich des Haupthauses ist ein Badehaus, in der den Gutshof umgebenden Mauer im Südosten ein Torgebäude nachgewiesen. Die Funktion drei weiterer, noch nicht ausgegrabener Gebäude ist bisher nicht bekannt.

## Funde

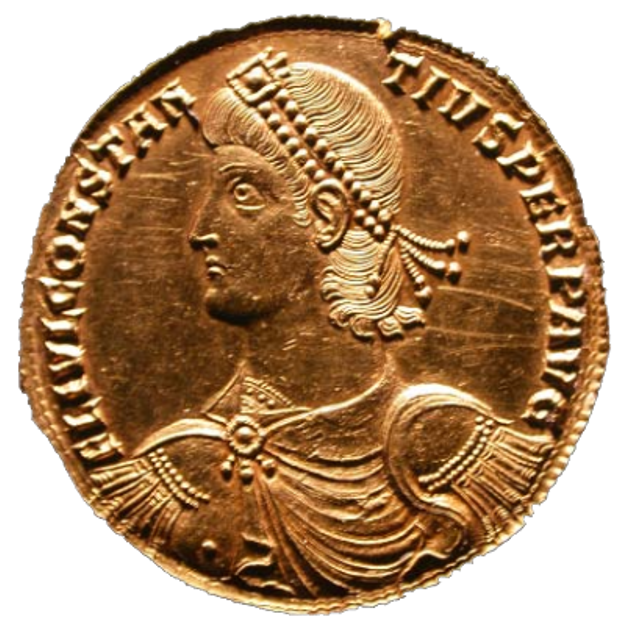
Goldmultiplum des Constantius II.

Außerhalb der Hofmauer wurde in den 1930er Jahren ein Goldmultiplum gefunden. Multipla wurden seit der Regierungszeit des Augustus als Geschenk (donativum) an besondere Würdenträger, seit der Herrschaft des Gallienus auch als Sold an Offiziere und vom Ende des vierten Jahrhunderts an auch zur Tributzahlung an germanische Völker geprägt.
Die Vorderseite des gefundenen Multiplums zeigt die Büste des Constantius II., Sohn Konstantins des Großen und nach dessen Tod ab 337 Kaiser im Osten des Römischen Reiches sowie ab 353 Kaiser des gesamten Römischen Reiches. Auf der Rückseite ist Tyche, in der griechischen Mythologie die Göttin des Schicksals, dargestellt. Der Multiplum datiert in die Zeit nach dem Limesfall zwischen 341 und 354 n. Chr.

## Denkmalschutz
Das Bodendenkmal „Römischer Gutshof von Homberg“ ist geschützt als eingetragenes Kulturdenkmal im Sinne des § 2 des Denkmalschutzgesetzes des Landes Baden-Württemberg (DSchG). Nachforschungen und gezieltes Sammeln von Funden sind genehmigungspflichtig, Zufallsfunde an die Denkmalbehörden zu melden.